# Roy Kerr

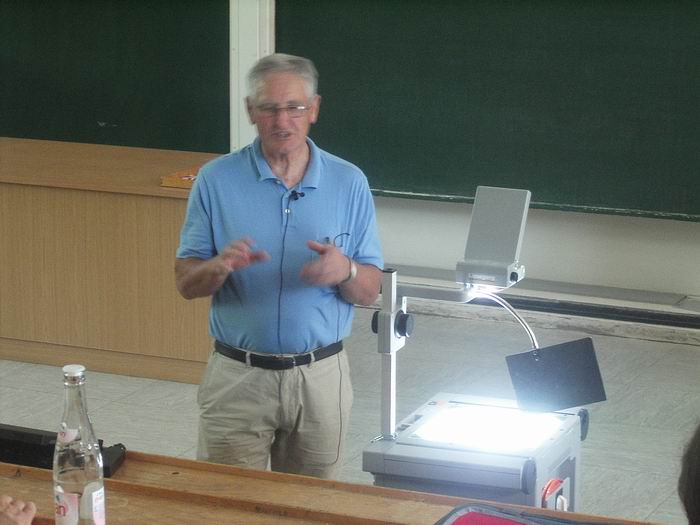
Roy Kerr

Roy Patrick Kerr (16 mei 1934) is een Nieuw-Zeelandse wiskundige die vooral bekendstaat om zijn ontdekking van de Kerr-metriek, een exacte oplossing voor de Einstein-veldvergelijkingen in de algemene relativiteitstheorie. Deze oplossing beschrijft het zwaartekrachtsveld om een elektrisch neutraal zwaar hemellichaam, in het bijzonder een draaiend zwart gat.

## Wetenschappelijke loopbaan
Kerr's wiskundetalent bleek al op de middelbare school (high school) van St Andrew's College te Christchurch (Nieuw-Zeeland). Hij mocht in 1951 twee jaar overslaan tijdens zijn wiskundestudie aan Canterbury University College, de voorloper van de University of Canterbury. Hij promoveerde daar (Ph.D.) in 1959 op een proefschrift over de bewegingsvergelijkingen in de algemene relativiteitstheorie.
Na een korte postdoc op de Syracuse University in de staat New York, waar Einsteins medewerker Peter Bergmann 
 professor was, werkte hij voor de United States Air Force op de Wright-Patterson Air Force Base. Kerr dacht dat "voornaamste reden dat de Amerikaanse luchtmacht een afdeling voor Algemene Relativiteit heeft waarschijnlijk is om de Marine te laten zien dat ook zij zuiver onderzoek konden doen".
In 1962 ging Kerr naar de University of Texas at Austin, waar hij in 1963 de naar hem genoemde exacte vacuüm-oplossing vond. In 1965 voerde hij met Alfred Schild het begrip Kerr-Schild ruimtetijd in. In Texas begeleidde Kerr vier promovendi.
In 1971 keerde Kerr terug naar de University of Canterbury in Nieuw-Zeeland, waar hij bleef tot zijn pensioen in 1993. Hij was tien jaar hoofd van de faculteit Wiskunde.
In 2008 werd Kerr benoemd tot hoogleraar op de Yevgeny Lifshitz ICRAnet Chair in Pescara, Italië.

## Onderscheidingen
- Hughes Medal (1984)
- Marcel Grossmann Award (2006)
- Crafoordprijs (2016)

## Verwijzingen
1. ↑  Discovering the Kerr and Kerr-Schild metrics. In "The Kerr Spacetime", Eds D.L. Wiltshire, M. Visser and S.M. Scott, Cambridge Univ. Press. Roy P. Kerr.